# S.Q.F
S.Q.F（エス・キュー・エフ,SPINNING Q FACTOR）は、michi.によるヴィジュアル系ソロプロジェクトである。

## 概略
2000年、MASCHERA解散後にMICHIのソロプロジェクトとして始動する。ユニット名は「Spinning Q Factor」（スピニング・キュー・ファクター）の略だが、「S.Q.F」（エスキューエフ）が正式名称である。サポートギタリスト・メインコンポーザーとしてiLLUMINA（2002年解散）のNaoが参加。MICHIとNaoは高校生時代にevil eyesというバンドを組んでいた。
当初はMICHIのソロプロジェクトであったが、2003年にNao、愁、池田鷹浩、鳴瀬シュウヘイが加入し、バンド編成となった。2005年4月から8月までメンバーの加入と脱退が相次ぎ、以降はmichi.とNaoの音楽ユニットとして活動する。
2010年、10周年記念バンドとして「SPINNING Q FACTOR」～「FLASH」期をメインとした「Spinning Q Factor」名義での活動も行い、旧メンバーの池田鷹浩もサポートとして参加した。同年末、Naoが脱退。2011年RYUch.脱退。
2012年からはmichi.のソロプロジェクトとして活動している。

## メンバー
- michi.（ミチ、8月18日 - ） - ボーカル

兵庫県姫路市出身。
2005年に名前の表記を「MICHI」から「michi.」へ変更。

### 旧メンバー
- Nao（ナオ、5月26日 - ） - ギター
当初からサポートギタリスト・メインコンポーザーとして参加していたが、2003年に正式加入。 2010年12月31日脱退[2]。
元ILLUMINAのボーカル。過去に「evil eyes」というバンドをmichi.と組んでいた。
- RYUch. - ベース
2010年3月よりサポートとして参加。同年8月正式加入。その際、女形のためRYUZIからRYUch.に改名。2011年末に脱退。女形をやめ龍史に改名し、REIGN加入。
- 鳴瀬シュウヘイ - キーボード
2003年加入。2004年脱退。
- 愁（しゅう） - ドラム
2003年加入。2005年5月10日、急性椎間板ヘルニアにより脱退。
- 池田鷹浩（いけだ　たかひろ） - ベース
2003年加入。2005年8月31日脱退。
- 窪田圭英（くぼた　けいえい） - ギター
2005年4月10日、『YOUNG GUITAR』のオーディションにより加入。同年8月31日脱退。
- GUCCY - ドラム
2005年6月25日加入。同年8月31日脱退。

### サポートメンバー
- 菅大助（スガダイスケ） - ギター
sixx、PSYCHO CANDIE、SPIRAL MIND。
- YOU（ユー） - ギター
GacktJob。
- 和矛（カズタケ） - ベース
ex.MASK、ex.ガイズファミリー。
- TOMO（トモ） - ドラム
T.O.S.S、ex.MASCHERA。

- MINAMI（ミナミ） - ドラム
ex.MASK。
- MASATO（マサト） - ギター
defspiral。
- MASAKI（マサキ） - ドラム
defspiral。
- 鳴風 - （ナルカゼ）ギター
Fo'xTails。
- JOKER - （ジョーカー）ギター
謎のピエロ。
- YURAサマ（ユラサマ） - ドラム
Dacco、Psycho le Cemu、THE BEETHOVEN。
- SHINGO（シンゴ） - ドラム
- クボタケイスケ - ベース
- KEITO（ケイト） - ドラム
- 魔太朗（マタロウ） - ドラム
- miesha（ミーシャ） - ギター
- Ju-ken（ジュウケン） - ベース
- IGAO （イガオ）- キーボード

## ディスコグラフィー

### CD

#### アルバム
- SPINNING Q FACTOR（2000年10月25日、SQF-00001）
- FLOAT∞MELT（2001年4月25日、CRCP-40004）
- 群青の獣性 -ultramarine animality-（2001年11月11日、JLEN-00001）
- mon paradis（2002年10月23日、CRCP-40021）
- CRADLE SONGS（2003年10月22日、WWCA-31004）
- FREEZE! KRACKIN’ NEW WORLD（2004年8月4日、WWCA-31045）
- NOT FREEZE! with activein（2004年12月8日、WWCA-31067）
- Cold Romance（2006年2月1日、WWCA-31104）
- S.Q.F The Best "Profiling"（2006年12月6日、WWCA-31139）
- FLASH（2007年6月20日、BIG-0620）
- FLASH RAIL（2007年6月20日、ライブ会場限定発売）
- D.D.HEAVEN（2008年3月5日、BIG-0621）
- DIAMOND（2008年12月24日、BIG-0622）
- Living Dead Party（2009年11月18日、BIG-0623）
- SIRQUE DU FREAK（2011年4月23日、ライブ会場・通販限定発売）
- ONE LITTLE CREATURE（2012年1月28日、ライブ会場・通販限定発売）
- BEAUTIFUL SABBATH PARADE（2012年12月26日、BIG-1003)
- MOULIN ROUGE（2013年10月23日、BIG-1004）
- Cloud Cuckoo Land（2015年7月22日、BIG-1006）
- LOVE IS BEAUTIFUL（2016年7月6日、BIG-1008）

#### シングル
- Pixie（2001年3月23日、CRCP-10013）
- DREAM IS… -the beautiful life-（2002年4月4日、JLEN-0002）
- カラフル（2002年9月21日、CRCP-10030）
- 暁（2004年7月14日、WWCA-31042）
- brilliance（2005年11月23日、WWCA-31102）
- Maria（2006年11月15日、WWCA-31130）
- ALICE IN BRAND NEW WORLD（2010年12月23日、ライブ会場・通販限定）
- 恋がメルヘン（2014年8月16日、ライブ会場限定 / 2014年8月18日、iTunes限定配信）
- SUPER FLOWER（2016年4月27日、BIG-1007）
- Winter Express（2016年12月7日、BIG-1009）
- Egoistic Game（2017年6月21日、BIG-1010）
- ETERNAL CHILD（2017年7月19日、BIG-1011）
- PARADIGM SHIFT（2017年8月16日、BIG-1012）
- iDOL（2017年12月20日、BIG-1013）
- ROUND & ROUND（2018年8月8日、BIG-1014）

### DVD
- Cold Romance 2006（2006年5月31日、WWBV-31110）
- Live FLASH（2007年7月21日）
- ファンタスティックオペラ（2012年10月6日、BIGD-001）
- BEAUTIFUL SABBATH PARADE（2013年7月27日、BIGD-002）
- MOULIN ROUGE（2014年3月8日、ライブ会場・通販限定発売）
- Love cover collection（2014年4月12日、ライブ会場・通販限定発売）
- SIRQUE DU FREAK 2014 ～La Création～（2014年12月20日、ライブ会場・通販限定発売）
- SIRQUE DU FREAK 2015 ～Cloud Cuckoo Land～（2015年11月11日、BIGD-006）
- 漢盤 OTOKO-BAN ～百花繚乱 vs MMQ2016～（2017年5月3日、BIGD-007）
- MMQ2017（2018年4月11日、BIGD-008）
- SIRQUE DU FREAK 2018 ～THE RESONANCE～（2018年12月5日、BIGD-009）
- MMQ 2018（2019年3月13日、BIGD-010）